# Ambrosius Bosschaert

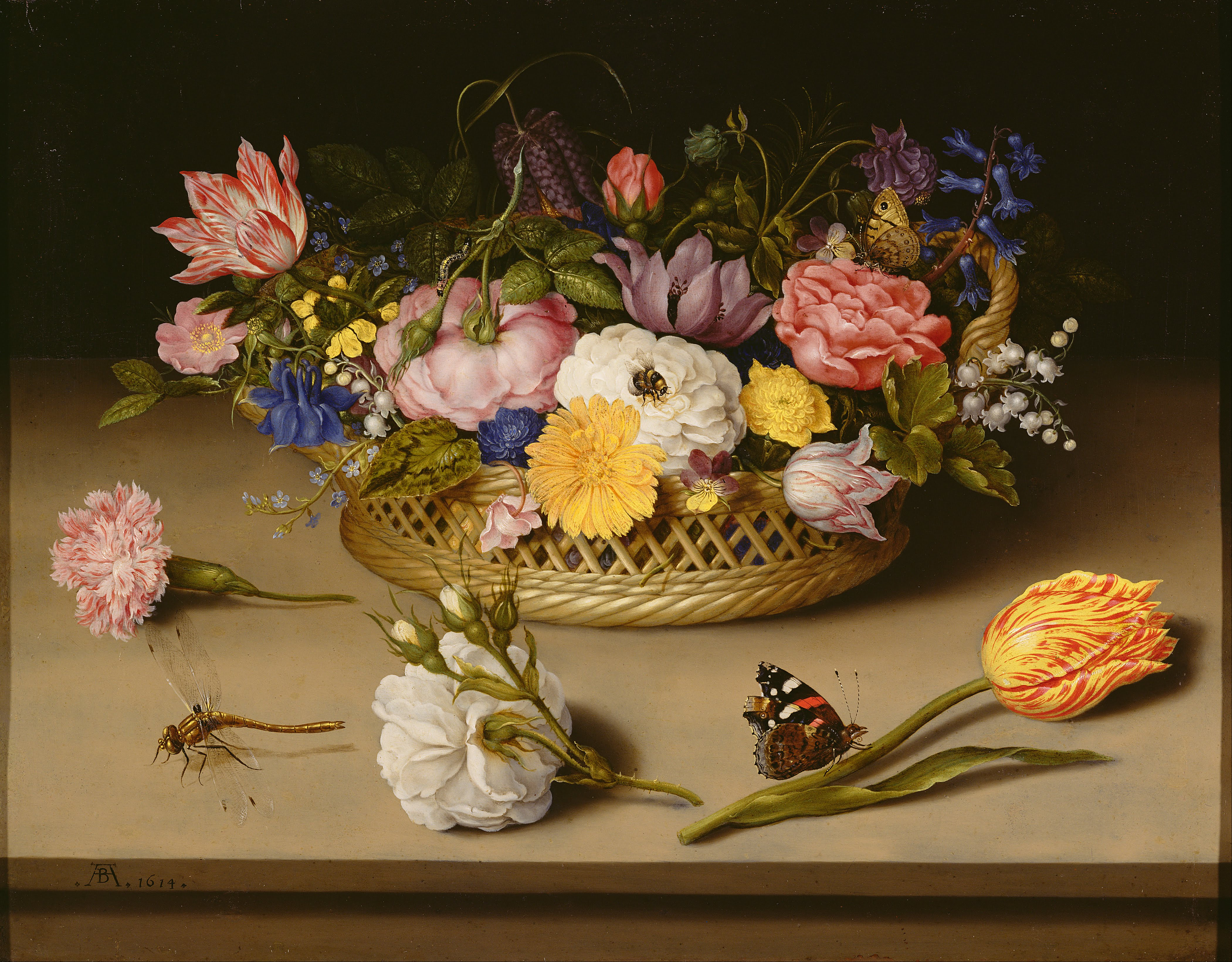
Natura morta con fiori, 1614.

Ambrosius Bosschaert il Vecchio (Anversa, 18 gennaio 1573 – L'Aia, 1621) è stato un pittore di nature morte del Secolo d'oro olandese.

## Biografia
Ambrosius Bosschaert nacque ad Anversa il 18 gennaio 1573. Cominciò la sua carriera ad Anversa, anche se passò la maggior parte della vita a Middelburg, dove divenne decano della gilda dei pittori. Lavorò poi ad  Amsterdam, Bergen op Zoom, Utrecht e Breda. Si specializzò nelle rappresentazioni di nature morte con fiori, spesso accompagnate da conchiglie o lepidotteri. Nel 1587, Bosschaert si trasferì da Anversa a Middelburg con la sua famiglia per la minaccia di persecuzioni religiose. All'età di ventun'anni entrò a far parte della Corporazione di San Luca; non molto tempo dopo Bosschaert consolidò la sua fama come figura di spicco nel proprio genere artistico. Suo figlio Johannes Bosschaert ed il suo allievo e cognato, Balthasar van der Ast, furono tra coloro, assieme all'altro figlio Abraham Bosschaert, che portarono avanti la dinastia dei Bosschaert, la quale durò fino alla metà del XVII secolo.

## Stile
I suoi bouquet di fiori sono dipinti simmetricamente e con una precisione scientifica, solitamente in piccole dimensioni. Includono spesso significati reconditi, dove ogni fiore va a rappresentare un'accezione simbolica. Bosschaert divenne uno dei primi artisti a specializzarsi in nature morte, e nel fare ciò diede vita ad una tradizione di opere d'arte aventi per soggetto realistici mazzi di fiori, generalmente tulipani, rose e specie esotiche. Dal punto di vista storico, tale scelta coincise con la Bolla dei tulipani, che aumentò enormemente anche nell'arte l'interesse verso il genere floreale. Nonostante la fama raggiunta come pittore di genere, il numero di opere di Bosschaert non è particolarmente elevato, probabilmente perché mantenne come impiego principale quello di venditore d'opere piuttosto che artista.

### Alcune opere

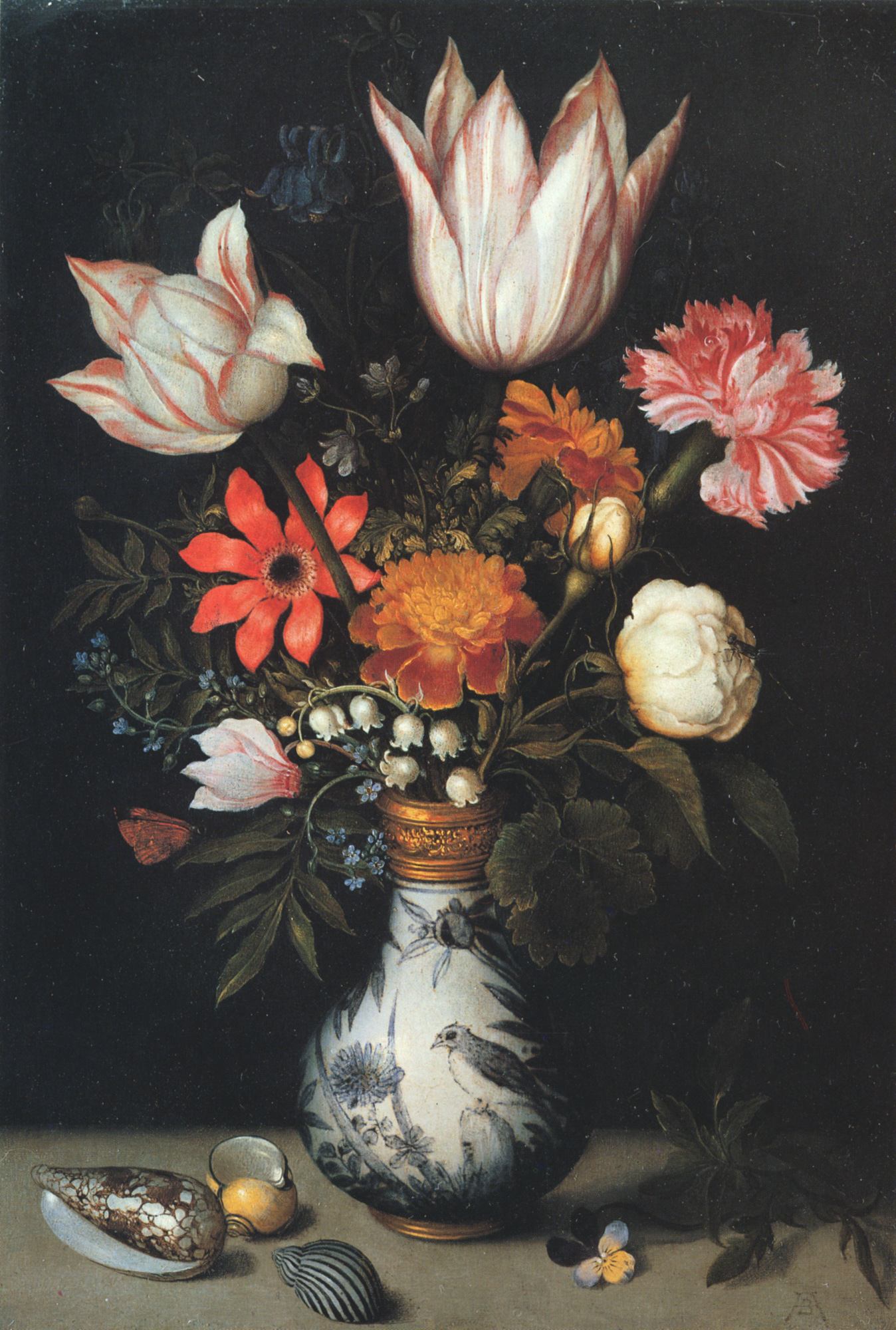
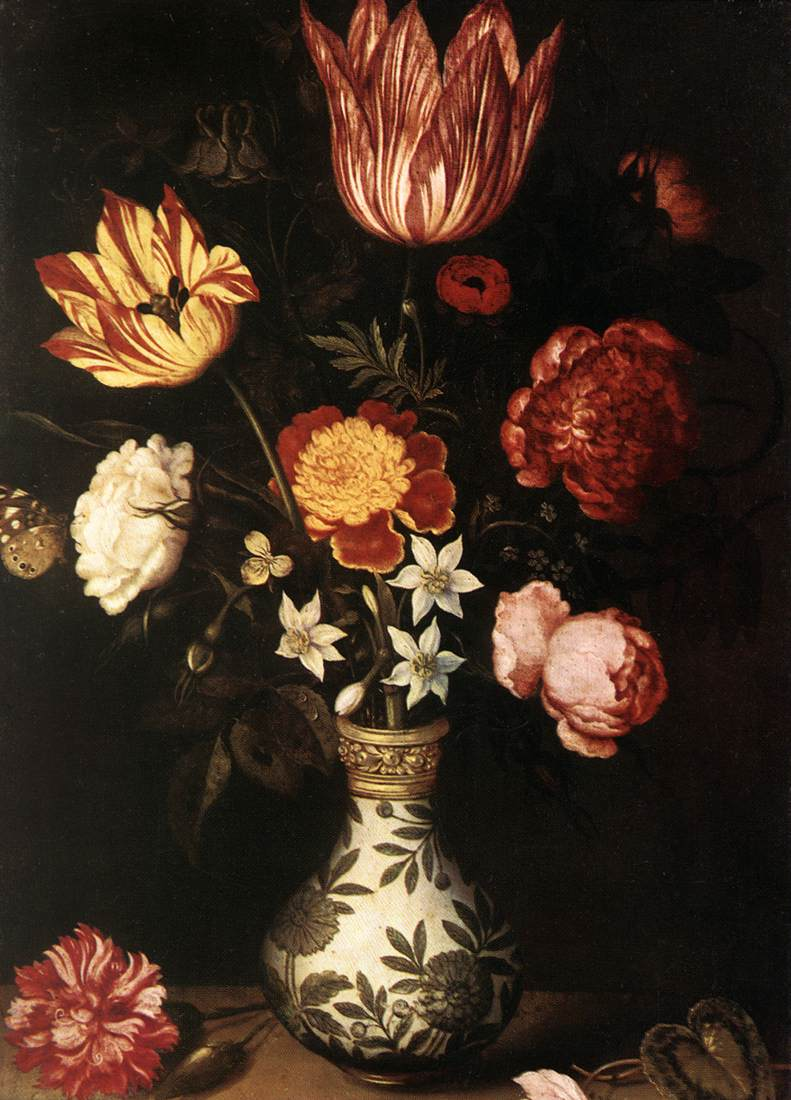
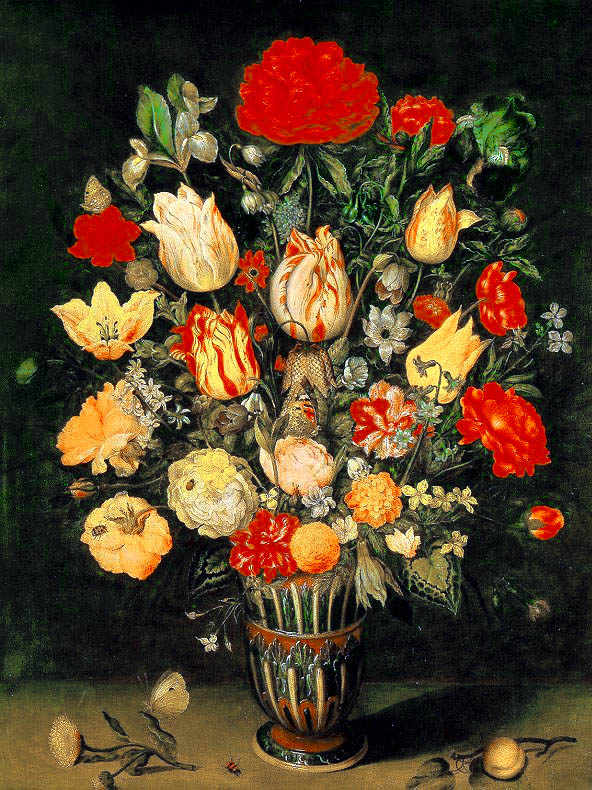
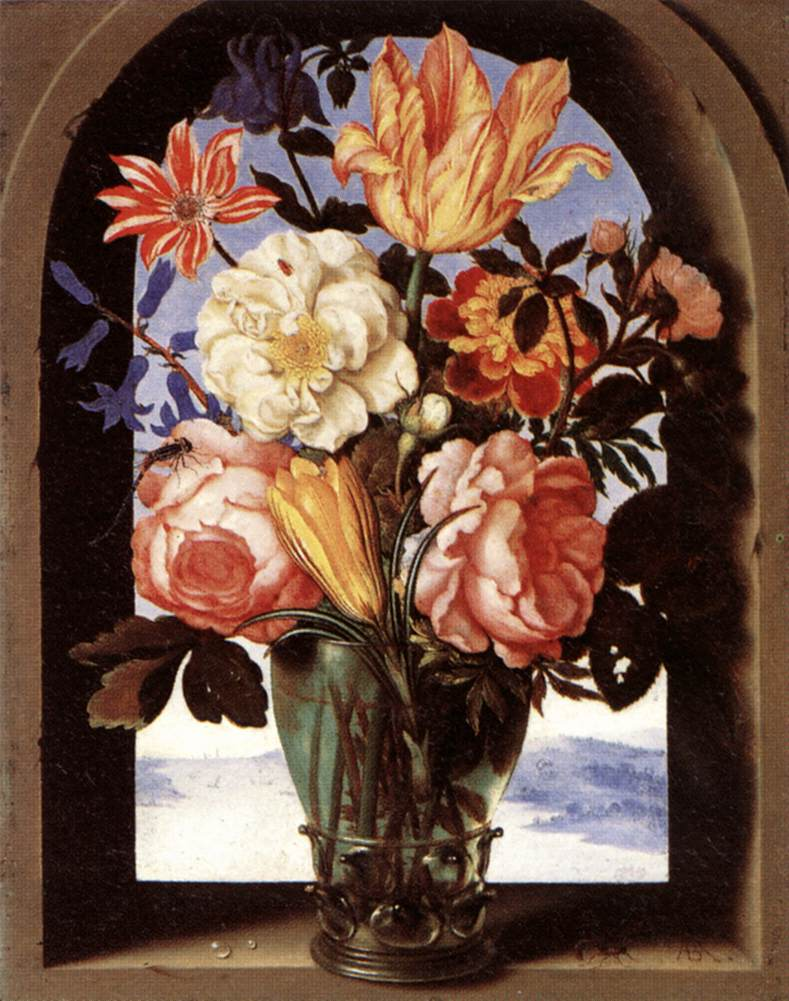